# Kustošija
Kustošija je zagrebačko gradsko naselje koje se nalazi na zapadnom dijelu grada. Pripada gradskoj četvrti Črnomerec. Dijelovi Kustošije su (Kustošija - centar, Graberje, Gornja Kustošija i Krvarić). Donja Kustošija spada pod gradsku četvrt Stenjevec. Nalazi se između Vrapča, užeg Črnomerca i Mikulića. Kustošijom prolazi potok Kustošak, prema Vrapču se proteže Park-šuma Grmoščica, a uz kraj sjevernog naseljenog dijela se proteže granica parka prirode Medvednica.
Kustošija danas ima vrtić i dvije osnovne škole. Poštanski broj je 10000.

## Povijest
Kustošija je jedno od starijih naselja u okolici Zagreba, a poznati su zapisi iz ranog novog vijeka. Kustošija je Zagrebu pripojena tek 1945. godine u sklopu pripojenja općine Vrapče Zagrebu. Godine 1932. o pripojenju Kustošije uvelike se pisalo u dnevnom tisku. Neki ljudi protivili su se pripojenju zato što bi grad dobio samo novi teret, zbog novih investicija za uređenje cesta, kanalizacije, željeznice, vodovoda i sl. Kustošija je s druge strane iznosila svoje razloge motivirajući koristima koje bi Zagreb imao od industrije, koja je pobjegla iz gradskih granica baš zbog olakšica.

### Ime
Kustošija je pripadala zagrebačkom Kaptolu, a ime je dobila prema kanoniku kustosu koji je vodio brigu o ovom području. 

### Stanovništvo
Sama Kustošija imala je 4277 stanovnika kada je proširena željeznica. Prema popisu stanovništva iz 2011. godine Kustošija je imala 14.040 stanovnika, a prostire se na 613,36 ha (ukupno mjesni odbor Kustošija-centar, mjesni odbor Gornja Kustošija i mjesni odbor "Matija Gubec" (Donja Kustošija)).

## Poznate osobe
- Marija Bonita Kovačić

## Vanjske poveznice
- Povijest zagrebačkih gradskih i prigradskih naselja, kvartova, ulica, parkova..., Kustošija
- Upravna općina Kustošija, ARHiNET[neaktivna poveznica]